# エンジェリック・ハウス
『エンジェリックハウス』は､『Amie』（講談社）に掲載されていた安野モヨコの漫画作品｡ 

## あらすじ
20世紀の終わりまであと少しの1997年、地味でサエない中学生、滝沢柊志の前にある日突然ハルという青年が現れる。21世紀からやってきたと言うハルは睡眠作用のある音楽に載せて学校の生徒を暗示にかけ、転校生としてクラスの一員のように振舞う。ハルはヘッドホンで音楽を聴いていたため唯一暗示にかからなかった柊志に20世紀を救う手伝いをさせるべく、幸せにする音楽「エンジェリック・ハウス」でデビューさせる。

## 登場人物
滝沢柊志
東京都出身。サエないモテない上に成績も中の上、クラスのヒエラルキーで最下層と自覚している中学生3年生。「体育祭が一日くりあがった」とクラス全員にだまされる過去を持つ。女の子にモテモテ、歴史のスーパースターになるとハルにのせられて天才ミュージシャンとしてデビューする。
松本晴臣（通称：ハル）
21世紀では博士番号628、「能率のよい食物連鎖システムの開発」の研究をしていた。音楽に興味をもっていたが、21世紀では音楽を聴くことは禁止されていたため20世紀へ逃げてきた。20世紀では柊志と同じ3年C組の転校生として松本晴臣（まつもとはるおみ）14歳、サッカー部という設定になっている。
南さん
柊志のクラスメイト。柊志がミュージシャンとして有名になってから彼に告白をするが、「有名になったから告白した」「君もフツーの女の子だったのかーッ」と逃げられる。
ミドリ
21世紀、博士であるハルの労働意欲を起こさせるように指示されたハルの世話係。人間に悪影響を及ぼすとされる「音楽」をハルが聴いていたことをセンターに密告し、ハルを極刑にさせるが、彼の逃走を手助けする。